# David Černý (fotbalista)
David Černý (* 10. prosince 1995, Lovosice) je český fotbalový záložník, od roku 2020 působící v FK Teplice. V minulosti nastupoval i v české nejvyšší futsalové soutěži a za Českou futsalovou reprezentaci.

## Fotbalová kariéra
Svoji fotbalovou kariéru načal v klubu SK Junior Teplice. Tam hrál pět let, než se v deseti letech přesunul do většího teplického klubu - FK Teplice. Tam strávil zbytek své mládežnické kariéry, až na rok hostování v FK Ústí nad Labem. Na začátku roku 2014 odešel hrát fotbal do Německa. Tam prošel kluby jako VfB Herzberg, SSV Neustadt, SV Reichensachsen, SV Diedorf a SV Ehrenhain. Před sezónou 2019/20 se fotbalově vrátil do Čech, když přestoupil do TJ Krupka. Tam během podzimu odehrál 11 utkání v krajském přeboru, ve kterých vstřelil 15 branek. To stačilo k tomu, aby si ho vyhlédli v FK Teplice, kde s ním počítali do rezervního mužstva, hrající Českou fotbalovou ligu. Tam ovšem odehrál jen jediné jarní kolo. V květnu 2020 se, i díky pandemii Koronaviru a velké marodce, objevil na lavičce prvního týmu Teplic při utkání se Slovanem Liberec. Za stavu 2:0 nahradil v 77. minutě Matěje Radostu a připsal si tak svůj debut v nejvyšší fotbalové soutěži. Nastoupil i do zbylých zápasů sezóny a v nich zaujal natolik, že si vybojoval svou první profesionální smlouvu. Tu podepsal 22. července 2020, Teplicím se upsal na příští dvě sezóny.

## Futsalová kariéra
Velice úspěšný byl i během své futsalové kariéry. Tam působil jen v týmech z Teplic. Tři starty si připsal v sezóně 2014/15 v dresu Balticflora Teplice, bodově se ale neprosadil. O tři roky později už byl na ligových palubovkách znovu, tentokrát v dresu dalšího teplického celku, Svarogu FC. Tam si připsal 68 startů, na svém kontě má i 62 gólů a 32 asistencí. Před sezónou 2018/19 se stal kapitánem středočechů, které v příštích dvou sezónách dovedl ke druhému a čtvrtému místu. Mezi lety 2018 a 2020 si připsal i 24 zápasů ze Českou futsalovou reprezentaci, za kterou nastřílel 8 branek.